# Shearith Israël
Pour la synagogue à New York, voir Congrégation Shearith Israël.

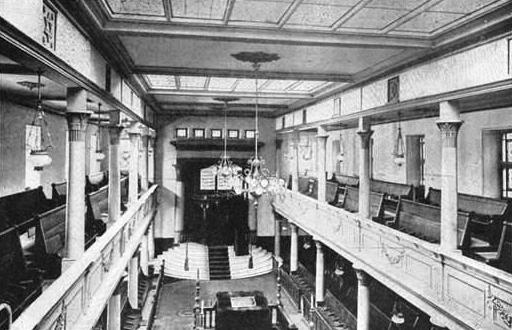
Intérieur de Shearith Israel, lorsqu'il était situé sur la rue Stanley de 1890 à 1947

Shearith Israël ou la synagogue hispano-portugaise est une synagogue situé actuellement au 4894 avenue Saint-Kevin dans le quartier Snowdon à Montréal. Fondée en 1768, elle est la plus ancienne congrégation juive du Canada,.

## Histoire

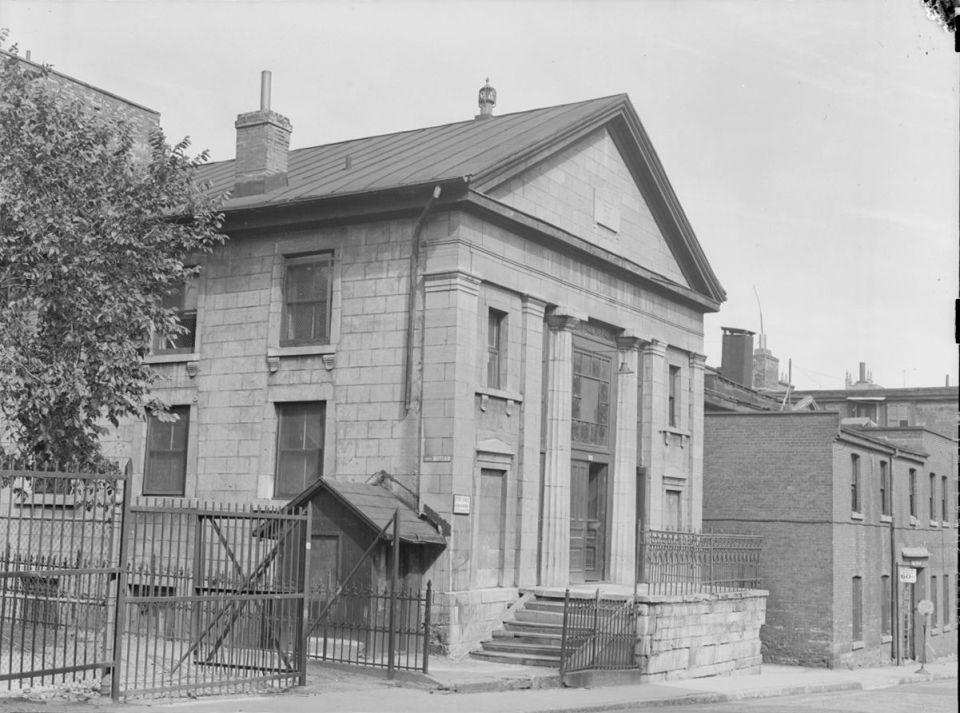
Deuxième bâtiment, la rue Chenneville, 1938

La congrégation Shearith Israël entreprend la construction de sa première synagogue en 1777. Ceci est la première synagogue au Canada et le premier lieu du culte non catholique au Québec. Construite l’angle des rues Saint-James et Notre-Dame au Vieux-Montréal, la synagogue devient rapidement le centre des activités juives dans la ville. Les rites sépharades sont choisis afin de lier la congrégation à la congrégation du même nom à New York ainsi qu'à la synagogue de Bevis Marks de Londres. 
De 1832, la synagogue déménage sur la rue Chenneville où se trouve maintenant le Complexe Guy-Favreau,. La synagogue demeure le seul lieu de culte juif jusqu'en 1846 lorsque des juifs ashkénazes établissent la congrégation Shaar Hashomayim.
Afin de répondre au déménagement de la majorité de ses membres vers les rues qui forment le centre-ville contemporain de Montréal, ainsi que pour mieux accueillir la congrégation grandissante, un nouveau lieu est choisi pour la synagogue sur la rue Stanley,.  
En 1947, la congrégation emménage dans l'arrondissement Côte-des-Neiges et c'est en 1960 qu'elle entreprend la construction de l'édifice dans laquelle elle se trouve actuellement dans le quartier Snowdon.

## Rabbins ethazzansnotables

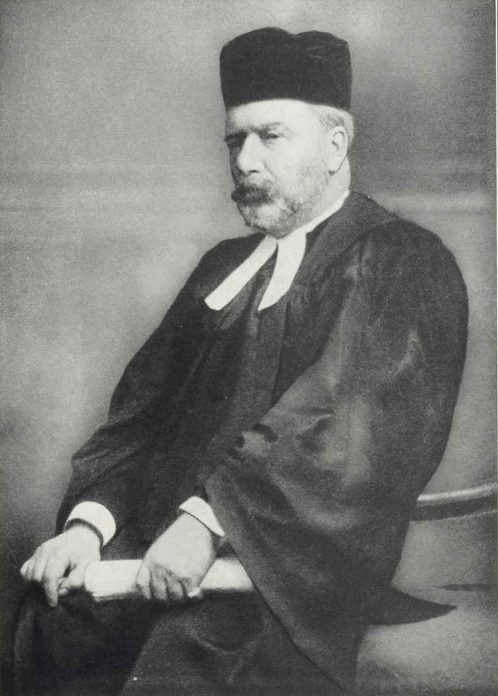
Meldola de Sola

Les rabbins notables de la synagogue incluent Jacob Raphael Cohen (en) (1738–1811), Abraham de Sola (1825–1882) et son fils Meldola de Sola (en) (1853–1919), ainsi que le rabbin Dr. Solomon Frank, et plus récemment, le rabbin Shachar Orenstein. Le rabbin Howard Joseph, qui a servi la communauté depuis 1970, est rabbin émérite.
Le compositeur et musicien marocain Samy El-Maghribi en devient le chantre (hazzan) à partir de 1967 et durant seize années.